# Nati nel 1646
| Questa pagina contiene informazioni ricavate automaticamente dalle voci biografiche con l'ausilio del template Bio e di un bot. L'aggiornamento è periodico e automatico e ricostruisce completamente la pagina. Se manca una persona in questa lista, sei pregato di non aggiungerla, ma accertati piuttosto che la sua voce biografica contenga il template Bio e che i dati anagrafici siano correttamente compilati. Se il template Bio manca, inseriscilo tu stesso o, in alternativa, metti l'avviso {{tmp\|Bio}} che ne segnala la mancanza. Se i dati riportati sono sbagliati, correggi direttamente la voce biografica; le modifiche saranno visibili in questa lista entro pochi giorni. Per chiarimenti vedi il progetto biografie. La lista contiene solo le 71 persone che sono citate nell'enciclopedia e per le quali è stato implementato correttamente il template Bio. Pagina aggiornata al 10 ago 2025. |

## Gennaio(1)
- 2 gennaio - Bernardo Fedrighini, architetto italiano († 1733)

## Febbraio(4)
- 4 febbraio - Hans Assmann von Abschatz, poeta tedesco († 1699)
- 10 febbraio - Giovanni Martino Hamerani, medaglista italiano († 1705)
- 20 febbraio - Gianfrancesco II Gonzaga, nobile italiano († 1703)
- 23 febbraio - Tokugawa Tsunayoshi, militare giapponese († 1709)

## Marzo(6)
- 3 marzo - Gregor Schwenzengast, scultore austriaco († 1723)
- 5 marzo - Antonio Blasi, militare italiano († 1732)
- 22 marzo - François Romain, ingegnere e architetto fiammingo († 1737)
- 29 marzo - Benedetto Menzini, poeta italiano († 1704)
- 30 marzo - Bernardino Castelli, scultore e intagliatore italiano († 1725)
- 30 marzo - Robert De Longe, pittore fiammingo († 1709)

## Aprile(10)
- 1º aprile - Hermann Otto von Limburg-Stirum, generale tedesco († 1704)
- 4 aprile - Antoine Galland, orientalista e archeologo francese († 1715)
- 11 aprile - Domenico Manni, ingegnere italiano († 1741)
- 11 aprile - Vincenzo Manni, poeta e letterato italiano († 1706)
- 12 aprile - Pier Dandini, pittore italiano († 1712)
- 15 aprile - Cristiano V di Danimarca, re danese († 1699)
- 16 aprile - Jules Hardouin Mansart, architetto francese († 1708)
- 16 aprile - Benito de Sala y de Caramany, cardinale e vescovo cattolico spagnolo († 1715)
- 20 aprile - Giacinto Calandrucci, pittore e incisore italiano († 1707)
- 20 aprile - Charles Plumier, botanico francese († 1704)

## Maggio(3)
- 6 maggio - Augusto Federico di Holstein-Gottorp, principe († 1705)
- 12 maggio - Giorgio IV di Erbach-Fürstenau, nobile tedesco († 1678)
- 18 maggio - Johannes Glauber, pittore, disegnatore e incisore olandese († 1726)

## Giugno(6)
- 5 giugno - Elena Lucrezia Corner, filosofa italiana († 1684)
- 6 giugno - Ortensia Mancini, nobile francese († 1699)
- 20 giugno - Antonio Ottoboni, nobile e generale italiano († 1720)
- 22 giugno - Maria Francesca di Savoia-Nemours, principessa († 1683)
- 23 giugno - Giovanni Battista Rospigliosi, I principe Rospigliosi, nobile italiano († 1722)
- 30 giugno - Paul Hermann, botanico e medico tedesco († 1695)

## Luglio(6)
- 1º luglio - Gottfried Wilhelm von Leibniz, filosofo, matematico e scienziato tedesco († 1716)
- 9 luglio - Zeger Bernard van Espen, teologo belga († 1728)
- 15 luglio - Federico I di Sassonia-Gotha-Altenburg, nobile tedesco († 1691)
- 21 luglio - Livia Cesarini, nobile italiana († 1711)
- 24 luglio - Madeleine Boullogne, pittrice francese († 1710)
- 29 luglio - Johann Theile, compositore tedesco († 1724)

## Agosto(8)
- 2 agosto - Jean-Baptiste du Casse, pirata e ammiraglio francese († 1715)
- 4 agosto - Giambattista Spinola, cardinale italiano († 1719)
- 6 agosto - Giandomenico Paracciani, cardinale e vescovo cattolico italiano († 1721)
- 8 agosto - Godfrey Kneller, artista e pittore tedesco († 1723)
- 12 agosto - Luisa Elisabetta di Curlandia, principessa († 1690)
- 19 agosto - John Flamsteed, astronomo inglese († 1719)
- 23 agosto - Giacomo Antonio Mannini, pittore italiano († 1742)
- 24 agosto - Roger Boyle, II conte di Orrery, politico irlandese († 1682)

## Settembre(2)
- 4 settembre - Devota di Monaco, religiosa monegasca († 1722)
- 6 settembre - Magnus Daniel Omeis, poeta e filosofo tedesco († 1708)

## Ottobre(3)
- 3 ottobre - Joseph Parrocel, pittore, disegnatore e incisore francese († 1704)
- 16 ottobre - Pirro Maria Gonzaga, nobile e militare italiano († 1707)
- 24 ottobre - Ferdinando Moncada Gaetani, nobile e politico italiano († 1712)

## Novembre(3)
- 2 novembre - Giovanni Battista I Ludovisi, nobile italiano († 1699)
- 9 novembre - John Egerton, III conte di Bridgewater, militare britannico († 1701)
- 27 novembre - Edward Howard, II conte di Carlisle, nobile e politico inglese († 1692)

## Dicembre(3)
- 23 dicembre - Jean Hardouin, gesuita, filologo e antiquario francese († 1729)
- 23 dicembre - Nicola Righetti, vescovo cattolico italiano († 1711)
- 26 dicembre - Elisabetta d'Orléans, duchessa († 1696)

## Senza giorno specificato(16)
- Marcantonio Agazzi, vescovo cattolico italiano († 1710)
- Juan de Araujo, compositore spagnolo († 1712)
- Juan Correa, pittore messicano († 1716)
- Juan Tomás Enríquez de Cabrera, generale e politico spagnolo († 1705)
- Antoine Hamilton, scrittore irlandese († 1720)
- Charles Molloy, giurista irlandese († 1690)
- Francesco Monti, pittore italiano († 1703)
- John Moore, vescovo anglicano inglese († 1714)
- John Riley, pittore britannico († 1691)
- Ryōnen Gensō, monaca buddista e artista giapponese († 1711)
- Filippo Schor, architetto, ingegnere e scenografo italiano († 1701)
- Gerardo Antonio Silva, nobile italiano († 1714)
- Henri de Tonti, esploratore italiano († 1704)
- Giovanni Cosimo Villifranchi, librettista italiano († 1699)
- Carlo Filiberto d'Este, nobile († 1714)
- Nicolas de Fer, cartografo, geografo e incisore francese († 1720)